# Ceriochernes brasiliensis
Ceriochernes brasiliensis är en spindeldjursart som beskrevs av Beier 1974. Ceriochernes brasiliensis ingår i släktet Ceriochernes och familjen blindklokrypare. Inga underarter finns listade i Catalogue of Life.